# Mikrofotografie

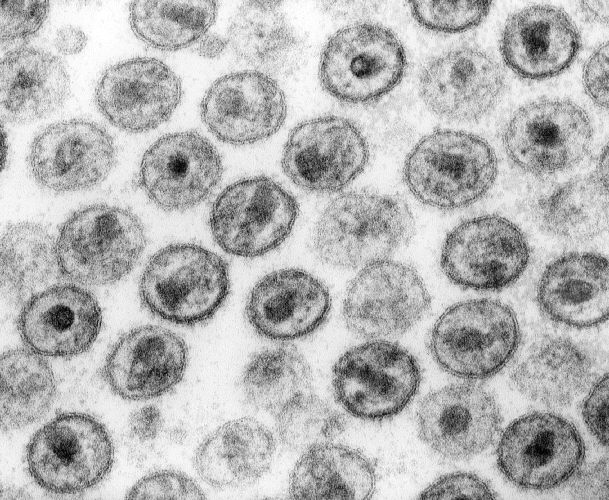
Mikrofotografie viru HIV získaná pomocí transmisního elektronového mikroskopu

Mikrofotografie jsou obecně snímky obrazů mikroskopických a submikroskopických objektů, zprostředkovaných zvětšovacími zařízeními, nejčastěji nejrůznějšími typy mikroskopů. Rozmanité mikrofotografické techniky nalézají v současnosti široké uplatnění zejména v přírodních vědách, ať už v geologii při analýze mikroskopické stavby hornin, nebo v organismální biologii při studiu povrchových i vnitřních struktur jednobuněčných mikroorganismů i buněk jako součástí tkání.
Pro nevšednost, estetickou působivost a především takřka nekonečnou rozmanitost mikrosvěta je mikrofotografie též objektem zájmu výtvarně zaměřených fotografů.

## Historie
Na rozvoji mikrofotografie pracovali od roku 1870 René Dagron a Albert Fernique.
Dalším průkopníkem mikrofotografie byl německý lékař Robert Koch, který ji v 70. letech 19. století využil při výzkumu anthraxu.

## Galerie

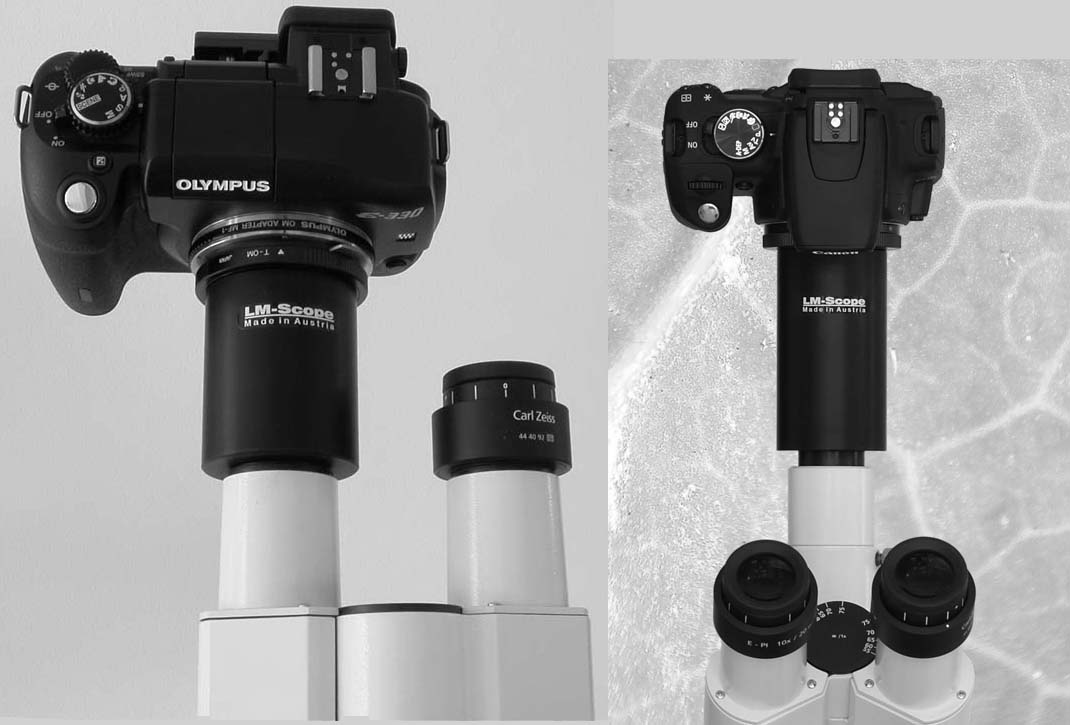
Fotoaparát s mikroskopickým adaptérem
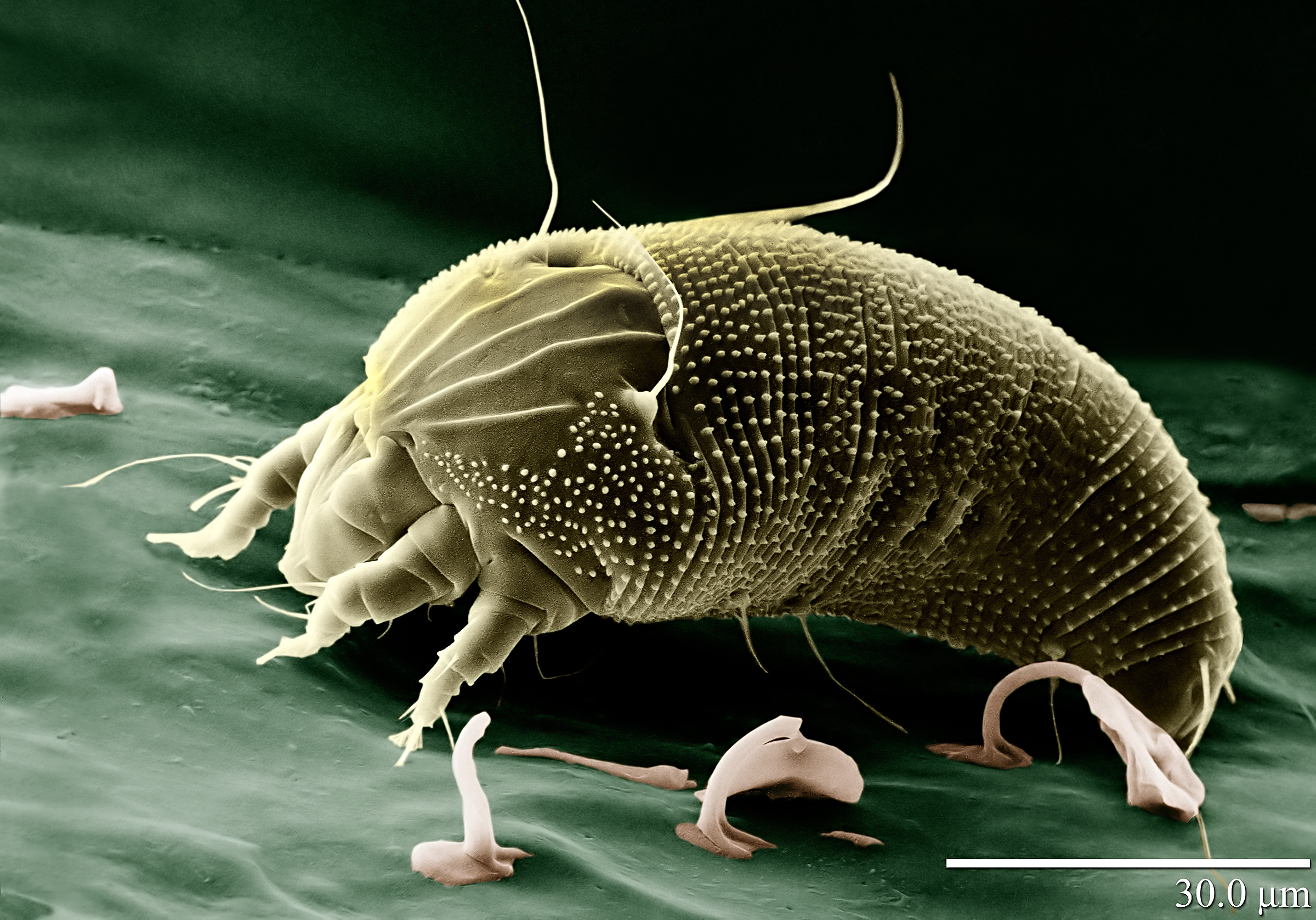
Kolorovaný snímek roztoče hálčivce Aceria anthocoptes pořízený elektronovým mikroskopem, 1400násobné zvětšení
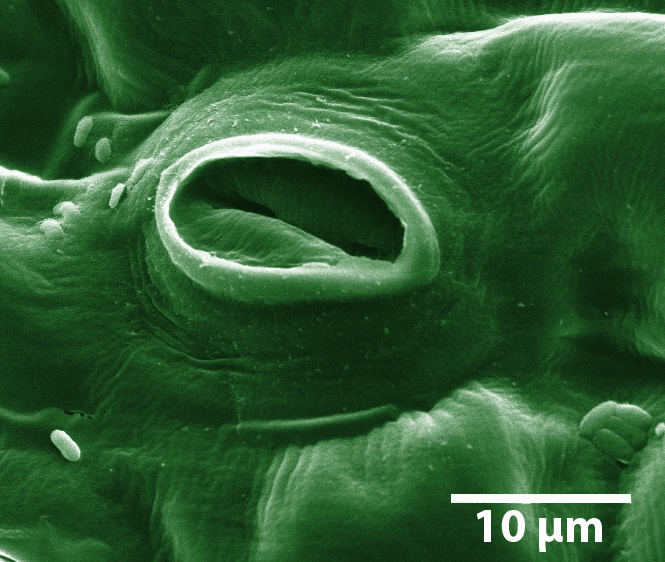
Průduch na listu lilku rajčete (Solanum lycopersicum) (kolorovaná mikrofotografie z rastrovacího elektronového mikroskopu)
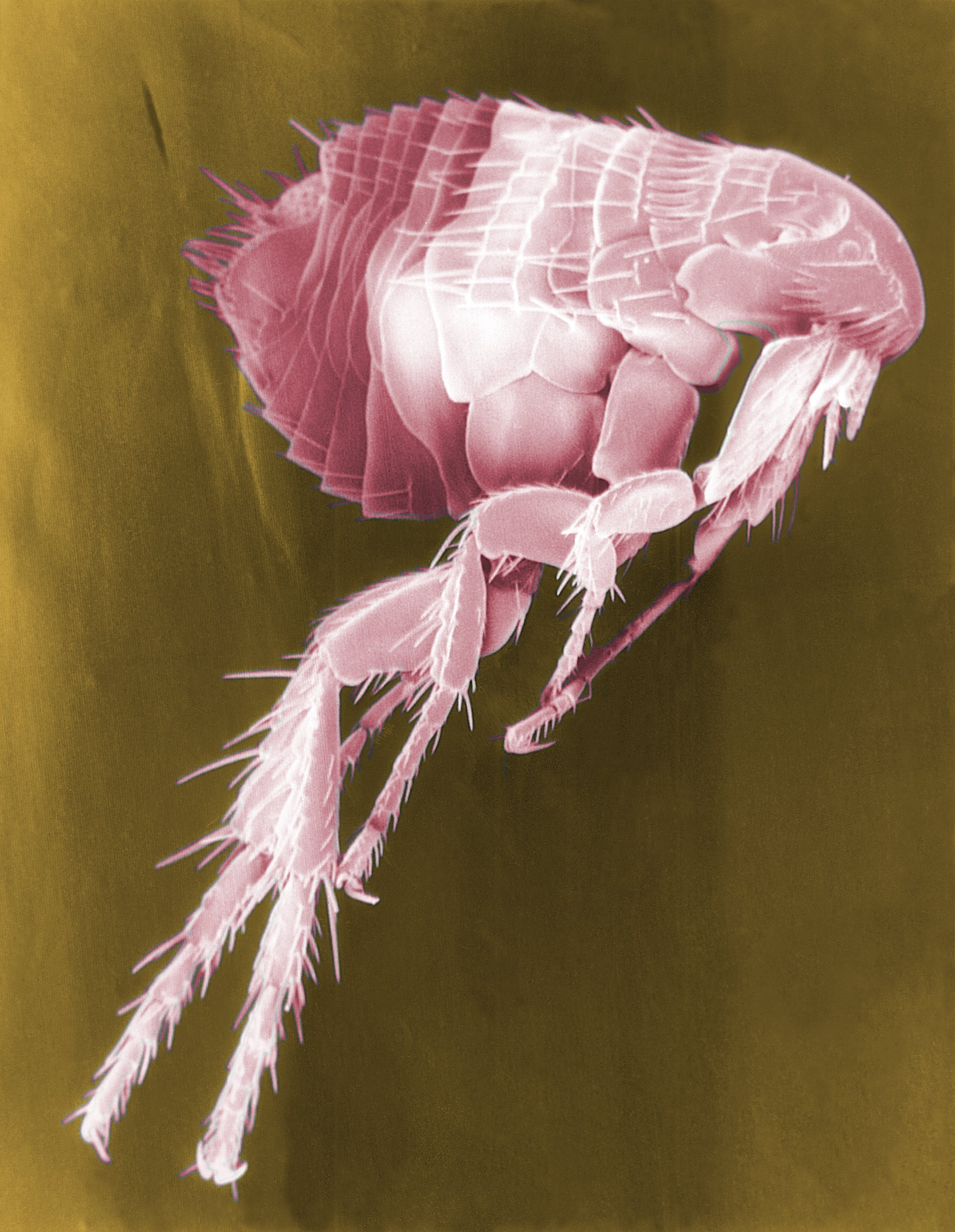
Blecha, kolorováno
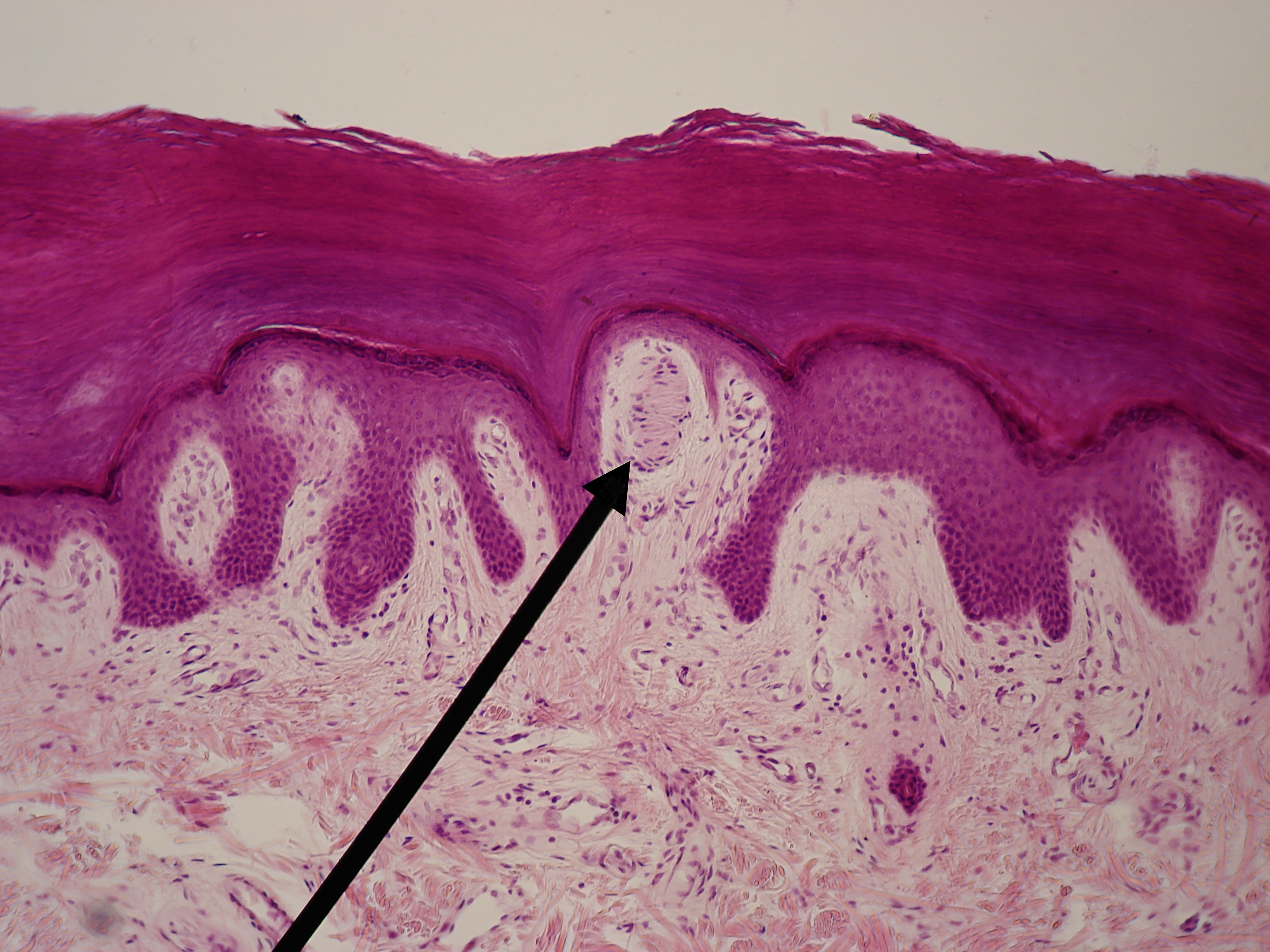
Fotografie Meissnerových tělísek, zvětšeno 100x
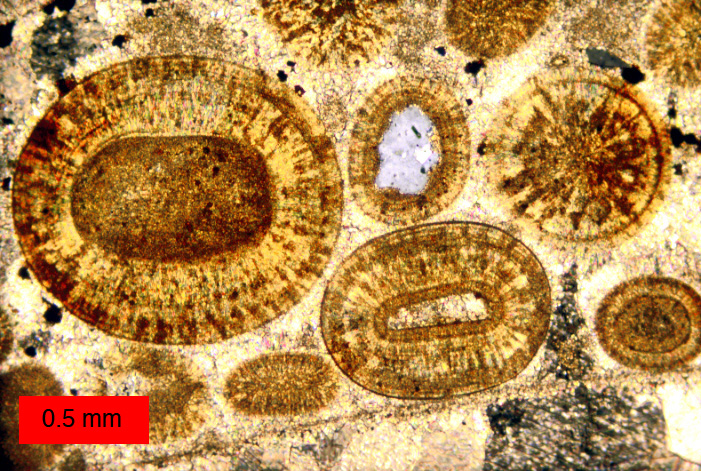
Tenká část vápence s ooidy (kulovité tělísko do 2 mm s koncentrickou strukturou), to největší má asi 1.2 mm v průměru
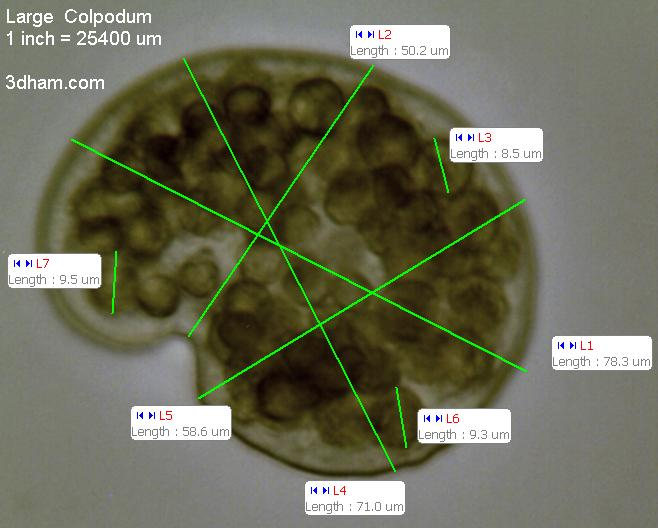
Míry Colpodium, zvětšeno 400x
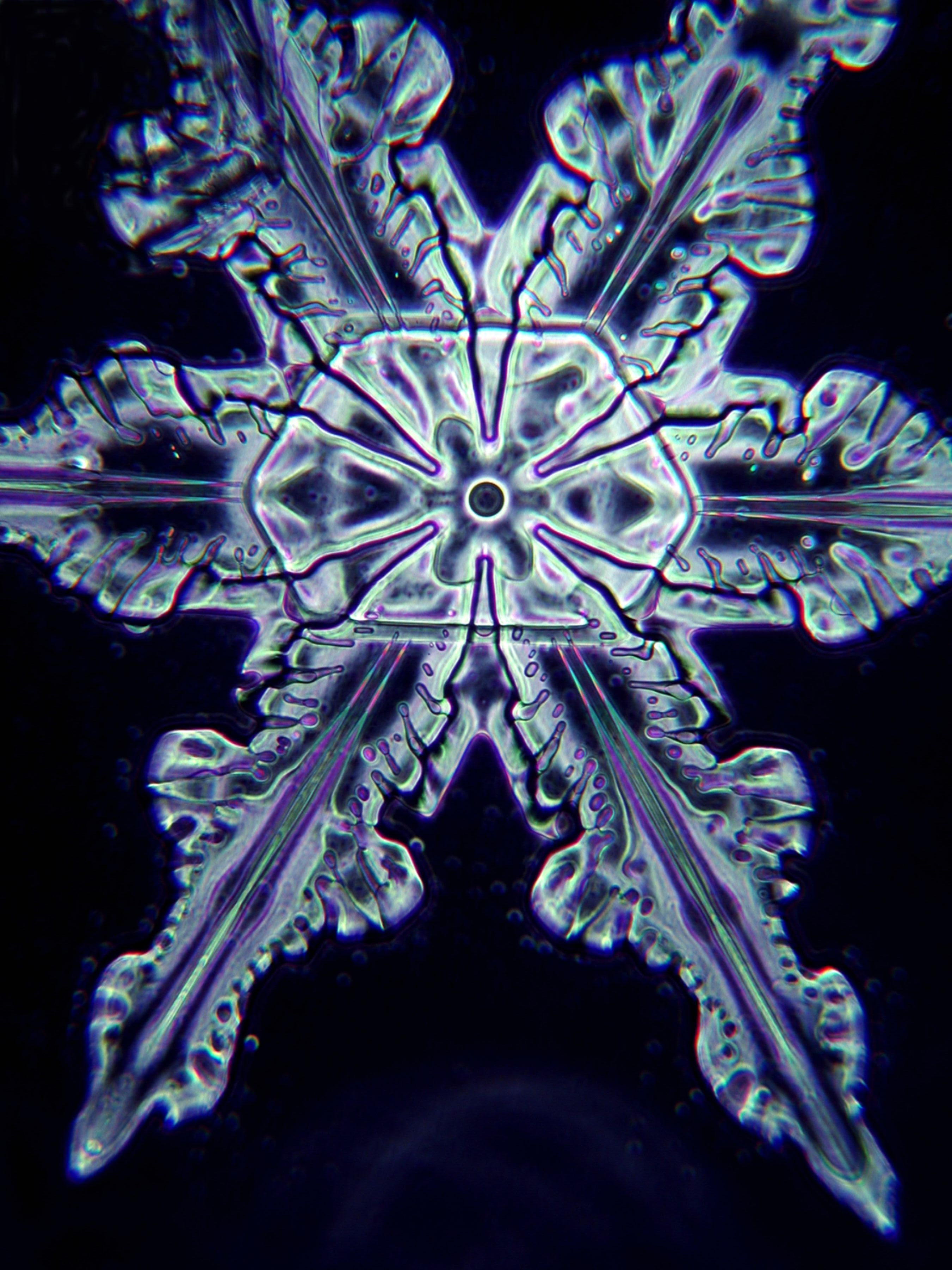
Sněhová vločka, autor Josef Reischig
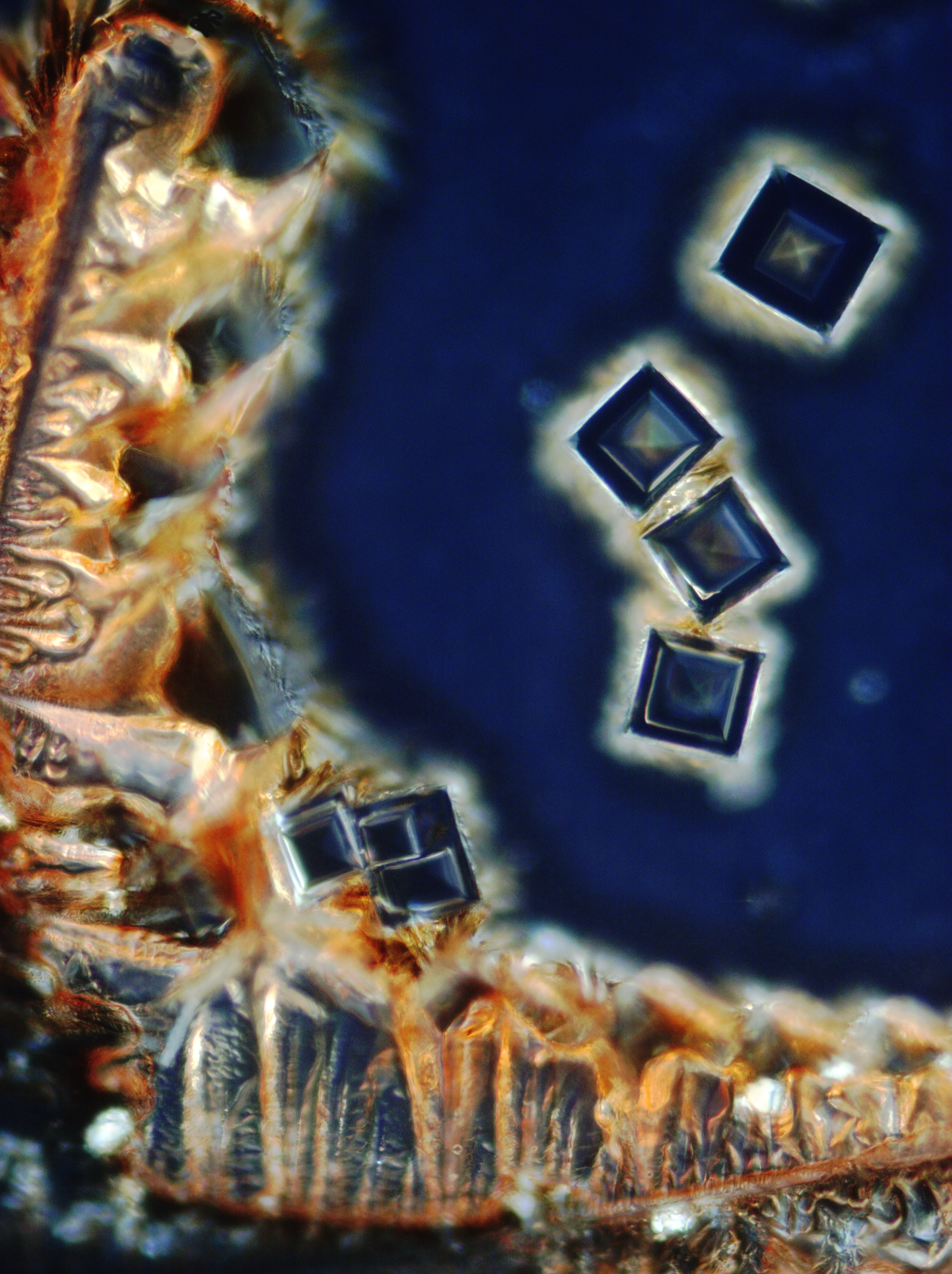
Krystaly adrenalinu, autor Josef Reischig
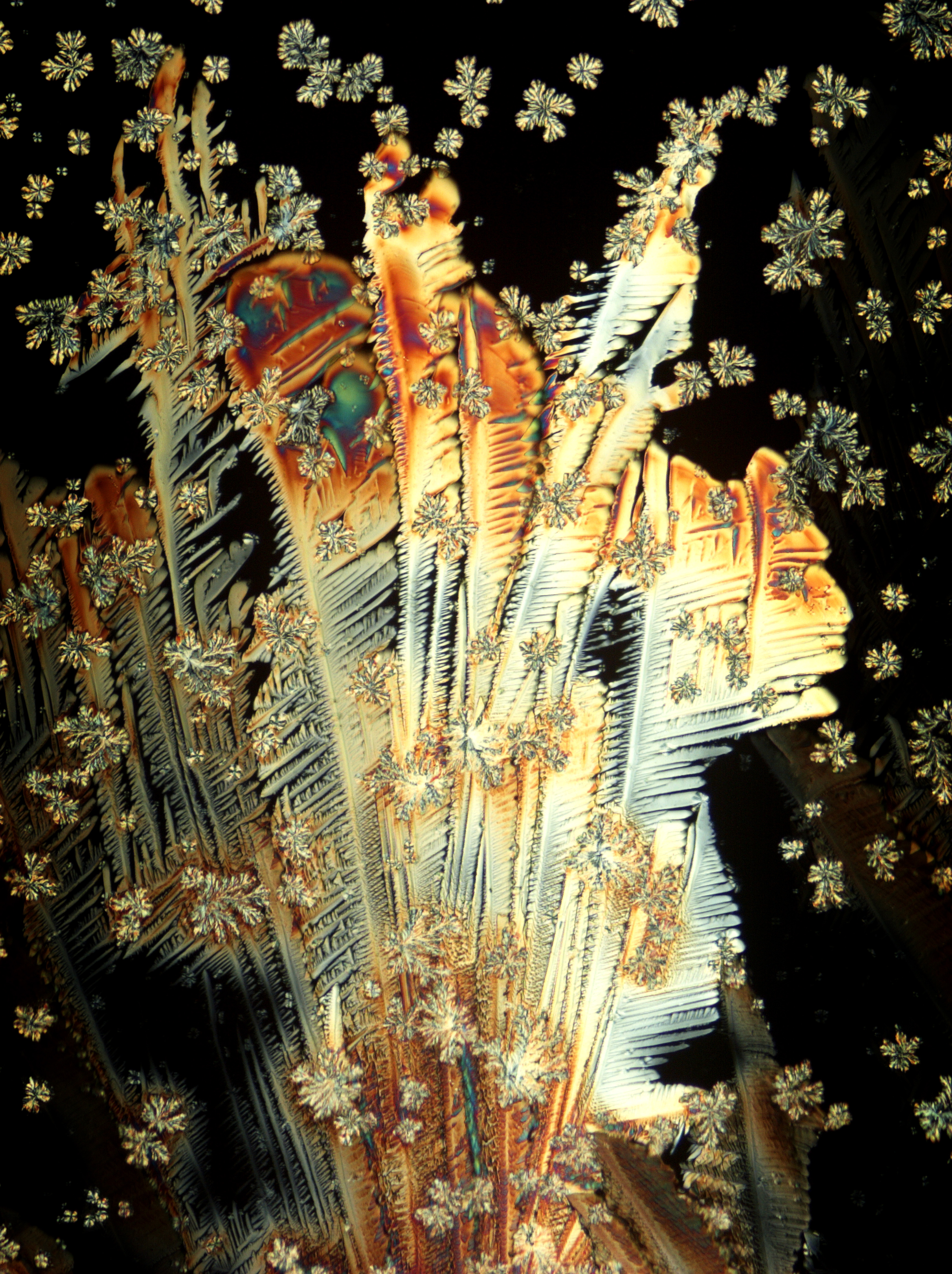
Krystaly vitamínu C, autor Josef Reischig